# خاژوو
خاژوو (به لهستانی:  Charzewo) یک روستا در لهستان است که در گمینا کیشکووو واقع شده‌است. خاژوو ۵۰۰ نفر جمعیت دارد.